# Abraham Desta
Abraham Desta (Medea-Sebea, 21 de março de 1951) é um sacerdote católico romano etíope, desde 2003 vigário apostólico de Meki.
Foi ordenado sacerdote em 20 de abril de 1980. Incardinado na eparquia adigraciana, foi reitor do colégio diocesano, secretário episcopal, além de chanceler da cúria e secretário geral da eparquia.
Em 29 de janeiro de 2003 foi nomeado pelo Papa João Paulo II vigário apostólico de Meki com a sé titular de Horrea Aninici. Ele foi ordenado bispo em 10 de maio de 2003 pelo arcebispo Berhaneyesus Demerew Souraphiel. 